# Kuća Velebita u Krasnu
Kuća Velebita u Krasnu je centar za posjetitelje Nacionalnog parka Sjeverni Velebit u Krasnu u Lici.
Postav "Kuće Velebita" proteže se na četiri etaže i obuhvaća nekoliko tematskih cjelina koje se međusobno isprepliću i prožimaju kako bi se posjetiteljima što bolje pokazalo bogatstvo Velebita, njegova raznolikost te kulturna i prirodna vrijednost. "Kuća Velebita" prikazuje život na Velebitu, klimu, ekosustave, životinjske i biljne vrste, kulturnu baštinu, geologiju i podzemlje. Naglasak je na podzemlju kao posebnosti Sjevernog Velebita u kojem se skriva oko 400 jama. Posjetiteljima se približuje geologija i postanak jama, povijest i tehnike istraživanja jama te životinjski svijet.
Centar je sufinanciran sredstvima iz Europskog fonda za regionalni razvoj u okviru Operativnoga programa Regionalna konkurentnost 2007. – 2013., a otvoren je 2. kolovoza 2017. godine. Na otvorenju su sudjelovali ministrica regionalnoga razvoja i fondova Europske unije Gabrijela Žalac i ministar zaštite okoliša i energetike dr. sc. Tomislav Ćorić.
Nacionalni park Sjeverni Velebit proglašen je 9. lipnja 1999. godine. Zahvaljujući svom zemljopisnom položaju, krški reljef vapnenca i ponekih sedimentnih stijena pješčenjaka je pod izravnim utjecajem tri klime: mediteranske, kontinentalne i alpske. Unutar parka nalaze se strogi rezervat Hajdučki i Rožanski kukovi, Lukina jama - jedna od najdubljih jama na svijetu (otkrivena 1999.), botanički rezervat "Visibaba" s nalazištem endemične hrvatske sibireje (Sibiraea altaiensis ssp. croatica), šumski rezervat Borov vrh, botanički rezervat Zavižan-Balinovac-Velika kosa te glasoviti Velebitski botanički vrt. Na krajnjem jugu se nalazi posebni rezervat šumske vegetacije Štirovača